# Jean-Marc Thévenet
Pour les articles homonymes, voir Thévenet.
Jean Marc Thévenet, né le 16 juillet 1955, est un éditeur, scénariste de bande dessinée, producteur de télévision et commissaire d'exposition français.
Il dirige le festival d'Angoulême de 1998 à 2006. Son album Le Chemin de l'Amérique, qu'il a scénarisé pour Baru, reçoit en 1991 l'Alph-Art du meilleur album français au festival d'Angoulême.

## Biographie
Fils du journaliste automobile Jean-Paul Thévenet (directeur de L'Automobile magazine, pilier du groupe de presse Dargaud), Jean Marc Thévenet débute en tant qu'assistant de Guy Vidal à Pilote en 1981. À l'époque, Guy Vidal était encore rédacteur en chef du périodique. À la suite du rachat par Dargaud des Éditions du Square et de la création de nouvelles collections, Guy Vidal devient directeur de collection et Jean Marc Thévenet est nommé rédacteur en chef de Pilote. En désaccord avec Georges Dargaud sur la relance éventuelle de Pilote, Jean Marc Thévenet participe, en 1984, avec Jean-Luc Hennig et Thierry Ardisson au passage hebdomadaire de L'Écho des savanes qui devient L’Hebdo Écho des Savanes. La formule ne dure que quelques mois.
Il est ensuite directeur de la collection « X », entre 1984 et 1989, chez l'éditeur Futuropolis. D'un format à l'italienne, la collection X propose des ouvrages de jeunes auteurs. Quelque quatre-vingt titres seront ainsi publiés. Cette collection, lancée par Étienne Robial, publie les premiers albums d'auteurs comme Pascal Rabaté, Jean-Christophe Chauzy, Stanislas, Miles Hyman, Jean-Christophe Menu, Jean-Claude Götting. À cette époque, et s'inspirant de son travail, il écrit Comment faire de la bande dessinée sans passer pour un pied nickelé, illustré par Florence Cestac. Il est également le scénariste du Chemin de l'Amérique de Baru qui reçoit en 1991 le prix du meilleur album français à Angoulême et d'autres prix en France.
Jean Marc Thévenet dirige la rédaction du magazine Max entre 1989 et 1993, qu'il quitte pour rejoindre Dominique Cantien sur TF1 avant de produire sur France 2 quelques émissions éphémères (dont « Chela ouate » avec le « Doc » Christian Spitz de Fun Radio). Jean Marc Thévenet est nommé directeur du Festival international de la bande dessinée d'Angoulême de mai 1998 à février 2006. Il est décoré du titre de Chevalier des Arts et Lettres par le Ministre de la Culture Jean-Jacques Aillagon. Il amorce durant cette période une ouverture vers l'Asie avec l'invitation faite à la Corée en 2003 et ouvre le Festival aux labels indépendants avec l'exposition Le Supermarché Ferraille (Éditions Requins Marteaux) toujours en 2003. Il porte la manifestation hors les murs avec, entre autres, une exposition Blake et Mortimer à Paris (2003) et L'Automobile et la bande dessinée durant le Mondial de l'Automobile (2004), puis en partenariat avec la ville de Nantes, Jules Verne, image d'un imaginaire (2005). Après le festival 2006, il est mis à pied, le président du festival Dominique Bréchoteau lui reprochant notamment d'avoir accepté de diriger une autre manifestation artistique, la Biennale d'Art contemporain du Havre. Cependant la rumeur du départ de Jean Marc Thévenet courait déjà depuis un certain temps.
Il lance la Biennale d'art contemporain du Havre et oriente sa réflexion sur la place de la bande dessinée face à d'autres univers ou supports artistiques. En 2010, il est le commissaire de l'exposition Archi & BD, la ville dessinée à la Cité de l'architecture et du patrimoine qui accueille 150 000 visiteurs en six mois (exposition réunissant plus de 300 œuvres et 150 auteurs). La même année avec Linda Morren et Alain Berland, toujours dans le cadre de la Biennale d'art contemporain du Havre, il propose Une nouvelle scène de l'égalité (reprenant l'expression de Jacques Rancière) lors d'un face à face entre bande dessinée et art contemporain. Manifestation qui est l'occasion d'une exposition en hommage à Vaughn Bodé disparu en 1975 et devenu une référence pour de jeunes artistes venus du graffiti. C'est la première exposition réalisée depuis le décès de l'artiste. 
En 2011, à la demande de la Cité Internationale de la bande dessinée et de l'image d'Angoulême, il présente Bande dessinée et peinture, une autre histoire l'œuvre peint, où figurent des tableaux d'Hergé, Enki Bilal, Moebius, Marc Sleen, Herr Seele.
La même année, il ouvre une galerie d'art qui présente des auteurs de bande dessinée travaillant sur d'autres supports que la planche traditionnelle comme Denis Sire, Jean-Marc Rochette, Olivia Clavel, Michaël Matthys. 
En 2012, il est consultant bande dessinée pour Sotheby's et débute la première vente le 4 juillet de la même année. Entre-temps spécialiste reconnu des années 1960 depuis la parution de son livre Les Années de chrome (Éditions du May) en 1987, il publie Mythologies des années Salut les copains (Édition du Layeur/ Fondation Franck Ténot). Dans le cadre de l'exposition Archi & BD, La ville dessinée, il publie, aux Éditions Dupuis avec Frédéric Rébéna (dessin) et Rémy Baudouï (co-scénariste), une biographie consacrée à Le Corbusier, intitulée Le Corbusier, architecte parmi les hommes,. 
En 2014, il publie l'art-book 12 pilotes (Éditions Dupuis), illustré par Denis Sire,.
Connaisseur de la contre-culture, Jean Marc Thévenet publie en 2018 Moto, le temps de la liberté / De la contre-culture à la custom culture (Tana éditions). La couverture, à sa parution, ne manque pas de choquer : un couple, symbole de la liberté, et faisant référence directement au film Easy Rider de Dennis Hopper (1969), roule vers son bonheur. Cet ouvrage reprend la célèbre affirmation de Jack Kerouac dans son  chef-d'œuvre Sur la route (1957) : « La route, c'est la liberté. »
L'année suivante, paraît chez Hachette/E/PA L'Art Automobile, Hervé Poulain, itinéraire d'un homme accéléré. Ce « beau livre » sous coffret est une biographie « accélérée » d'un homme, président d'honneur d'Artcurial, qui a lancé le concept d'Art Car, où il sollicite entre le milieu des années 1970 et celui des années 1980 les collaborations de Alexandre Calder, Frank Stella, Andy Warhol, Roy Lichtenstein. L'ouvrage reprend également les cinquante plus célèbres ventes aux enchères de la maison Artcurial sous l'égide de Maître Hervé Poulain.
À la suite de la réussite de cet ouvrage, Jean Marc Thévénet lance alors avec Patrick Lesueur en 2020 l'événement Art Automobile qui se déroule durant les Journées européennes du patrimoine au Château de Groussay. Ce rendez-vous devenu annuel a pour ambition de valoriser les relations entre l'art, le patrimoine et l'automobile. Pour sa 3e édition, Art Automobile s'installe les 17 et 18 septembre 2022 au Château de Neuville, dans la commune de Gambais.
A l'occasion d'une rencontre suscitée par Enki Bilal, Jean Marc Thévenet propose au grand reporter Anne Nivat (Prix Albert Londres 2000) de réaliser l'écriture de son engagement lors de la deuxième guerre en Tchétchénie. Dans la gueule du loup, roman graphique paru chez Marabulles (2021), reprend le témoignage de Anne Nivat issu de son livre Chienne de guerre publié chez Fayard (2000).
Dans le cadre de sa réflexion sur la création contemporaine et sa dimension polymorphe, Jean Marc Thévenet a mis en regard les œuvres de Olivier Grossetête, Rainer Gross, Fabio Viale, Atelier van Lieshout, Mark Jenkins avec l'espace public — rappel des racines de la contre-culture.

## Publications

### Essais
- Images pour un film, Bilal-Resnais, Dargaud, 1982.
- Les auteurs par la bande : Bilal, Éditions Seghers, collection « La club des stars », 1987. Rêves de pompes, pompes de rêve : de la Doc Martens à la Weston, les chaussures qui font craquer les hommes, Éditions First, 1988.  (ISBN 2-87691-036-5)
- 1960, les années de chrome, Éditions du May, 1987.  (ISBN 2-906450-16-2)
- Tout Eddy. Eddy Mitchell, Éditions Albin Michel/Canal+, 1994.  (ISBN 2-226-06877-5)
- Des motos et des hommes, Éditions Eden Productions, 2001.  (ISBN 2-913245-38-2)
- Catalogue de la Biennale d'art contemporain du Havre, 2010, La nouvelle scène de l'égalité. Monografix, 2010.
- Catalogue de l'exposition BD et architecture, la ville dessinée. Ouvrage collectif. Monografix, 2010.
- Mythologies des années Salut les copains. Editions du Layeur/ Fondation Franck Ténot, 2011.
- Moto - Le temps de la liberté[9], Tana, 2018.  (ISBN 979-1030102475)
- L’art automobile[10],[11], avec Patrick Lesueur, éditions Hachette E/PA, 2019
- Les cités oubliées, catalogue d'art Olivier Grossetête, Éditions La Petite Presse, 2019.
- L'Endroit & l'Envers, catalogue d'art Rainer Gross, Éditions La Petite Presse 2020.
- Fabio Viale, Édition Villa maritime, 2021.
- The Whole, Joop van Lieshout, Édition Villa maritime, 2022.
- Open street, Mark Jenkins, Édition Villa maritime, 2022.

### BD
- Comment faire de la bédé sans passer pour un pied-nickelé, dessiné par Florence Cestac, Éditions Futuropolis, 1988.  (ISBN 2-7376-2629-3)
- Le chemin de l'Amérique, dessiné par Baru, Éditions Albin Michel, collection « L'Écho des Savanes », 1990.  (ISBN 2-226-03970-8)
- Le Corbusier, architecte parmi les hommes[5],[6]. Co-auteurs Frédéric Rébéna et Rémy Baudouï. Editions Dupuis, 2010.
- 12 pilotes[7],[8] (Art-book), illustré par Denis Sire. Editions Dupuis, 2012.
- Dans la gueule du loup, illustré par Horne, co-scénario Anne Nivat, Marabulles, 2021.

## Distinctions
- Chevalier de l'ordre des Arts et des Lettres